# 孫準浩
孫 準浩（ソン・ジュンホ、 손준호、1992年5月12日 - ）は、大韓民国出身のプロサッカー選手。Kリーグ2・忠南牙山FC所属。ポジションはミッドフィールダー。韓国代表。

## クラブ経歴
嶺南大学校を経て、2014年に浦項スティーラースへ加入。
2018年、Kリーグ1・全北現代モータースに移籍。リーグ3連覇と韓国FAカップ優勝に貢献し、2020年にはKリーグMVPを受賞した。
2021年1月12日、中国超級リーグの山東泰山足球倶楽部への移籍が決定したことが全北現代から発表された。移籍金は550万ドルと推定されている。隔離措置等を経て2月15日に山東泰山加入が正式発表された。3年契約での加入だったが、2022年5月には山東泰山との契約を2025年まで延長した。
2023年5月16日、中華人民共和国外交部は贈収賄事件に関連して孫準浩が非国家工作人員（非公務員）の依頼の疑いで遼寧省で拘禁されていることを発表した。孫準浩は12日に上海の空港から出国しようとした際に遼寧省の公安当局によって身柄を拘束された。当時の報道では山東泰山の郝偉監督が八百長に関与した疑惑に関連するものとも、贈賄容疑とも推測された。
2023年6月5日、韓国代表を率いるユルゲン・クリンスマン監督はペルー代表およびエルサルバドル代表との国際親善試合の招集メンバーに拘禁状態の孫準浩を選出し、連帯の意志を示した。クリンスマンは「心が痛む。持続的に大韓サッカー協会として彼を助けたい」と語っている。
その後も拘禁状態は続き、2024年3月25日に大韓サッカー協会 (KFA) および韓国外交部は孫準浩が10ヶ月ぶりに釈放され韓国に帰国したことを発表した。山東泰山との契約は2023年夏に解除したとされている。
2024年6月14日、Kリーグ1の水原FCへの加入が発表された。当初は古巣の全北現代復帰が有力視されていたものの、聯合ニュースによれば全北は中国での事件のリスクを考慮し、金銭的な責任問題が生じた場合に選手が全責任を負うよう求めて選手側がこれを拒否したために契約には至らなかったと報じている。また、水原とは12月までの半年契約であり、報酬はオプションを含めて5億ウォンであることも報じている。
2024年9月10日、中国サッカー協会 (CFA) は国家体育総局、公安部と共同でプロサッカーリーグの不法賭博および八百長事件の特別是正措置に対する記者会見を開き、その席上で孫準浩に対する永久追放処分を永久追放処分を下すとともに、国際サッカー連盟 (FIFA) の懲戒委員会に対して処分を全世界に拡大するよう要請することを発表した。9月12日にはCFAが孫準浩の永久追放処分に関する情報をFIFAおよびアジアサッカー連盟 (AFC) に送ったことをKFAに通達した。
一方、孫準浩は9月11日に記者会見を開き、脅迫を受けて虚偽の自白をしたとして八百長事件への関与を否定した。2023年1月に同じくCFAから永久追放処分を受けた元チームメイトで元中国代表選手の金敬道から現金20万人民元を受け取ったことは認めたものの、金敬道が現金を送った理由は正確には憶えておらず、取引は違法な理由で行われたものではないとした。さらに、容疑を受け入れることを強要され受け入れなければ妻も逮捕されると脅されたこと、釈放の条件として拘禁中の経験について話さないこと、また判事から現金授受を認めれば即釈放されると提案されたこと、収賄罪のみでの起訴で八百長については訴追対象とはならないとされたことなどを語り、1日でも早く韓国で選手生活を再開するために司法取引に応じた結果だと主張した。
9月13日、水原FCは選手側の要請により双方合意の下に孫準浩との契約を解除したことを発表。わずか3ヶ月で退団となった。
2025年1月24日、大韓サッカー協会 (KFA) は全世界での永久追放処分を求める中国サッカー協会 (CFA) の要請が国際サッカー連盟 (FIFA) によって棄却された旨の通知を受け、選手側にも通知したことを発表した。この決定によって孫準浩は中国以外ではプレーが可能となった。過去にはKリーグ八百長事件でKFAが2012年7月に選手41名に対して下した永久追放処分をFIFAは2013年1月に全世界に適用することを決定しており、この事例とは異なる異例の結果となったが、処分の全世界への適用には処分を受けた選手が「適切に告発されていること」や「自分の主張を述べる機会があったこと」などの要件についてFIFAの懲戒委員が同意する必要がある。
2025年2月6日、Kリーグ2の忠南牙山FCへの加入が正式に発表された。

## 代表経歴
2018年1月27日のモルドバとの親善試合でA代表デビュー。2022年W杯カタール大会では3試合に出場している。

## 代表歴

### 出場大会
- 韓国代表
  - 2022 FIFAワールドカップ

### 試合数
- 国際Aマッチ 20試合 0得点（2018年-）[24]

| 韓国代表 | 国際Aマッチ | 国際Aマッチ |
| 年       | 出場        | 得点        |
| -------- | ----------- | ----------- |
| 2018     | 3           | 0           |
| 2019     | 3           | 0           |
| 2020     | 2           | 0           |
| 2021     | 4           | 0           |
| 2022     | 6           | 0           |
| 2023     | 2           | 0           |
| 通算     | 20          | 0           |

## タイトル

### クラブ
全北現代モータース
- Kリーグ1 : 2018, 2019, 2020
- 韓国FAカップ : 2020

山東泰山足球倶楽部
- 中国サッカー・スーパーリーグ : 2021
- 中国FAカップ : 2022

### 代表
- アジア競技大会 : 2014
- EAFF E-1サッカー選手権 : 2019

### 個人
- Kリーグアシスト王 : 2017
- Kリーグ1ベストイレブン : 2020
- KリーグMVP : 2020